# Нойхольд, Гюнтер
Гюнтер Нойхольд (нем. Günter Neuhold; род. 2 ноября 1947, Грац) — австрийский дирижёр, родился в Граце, Австрия, в 1947 году. 
Окончил Грацскую академию музыки и театра (1969), в дальнейшем совершенствовал своё мастерство под руководством Ханса Сваровски и Франко Феррары. 
В 1972—1980 гг. работал в различных городах Германии, стал лауреатом нескольких дирижёрских конкурсов. В этот период он прославился, как первый капельмейстер в Ганновере и Дортмунде.
В 1981—1986 гг. возглавлял Пармскую оперу, специализируясь на постановках опер Джузеппе Верди. 
В 1986—1990 гг. руководил Королевским филармоническим оркестром Фландрии, с которым провёл серию гастрольных поездок. 
В 1989—1996 гг. музыкальный руководитель Баденской государственной капеллы, в 1995—2002 гг. генеральмузикдиректор Бремена. 
В 2008 г. возглавил Симфонический оркестр Бильбао.
Он был дирижером в самых известных залах мира: в Венской государственной опере, Ла Скала, Цюрихском оперном театре, Дрезденской государственной опере, Национальном театре Мюнхена, Берлинской государственной опере, театрах в Болоньи, Генуя, Театр Массимо Палермо, Катания, Филадельфийская опера. Гастролировал по США, Японии и России.